# Conselho Internacional das Organizações de Design Industrial
O Conselho Internacional das Organizações de Design Industrial ou The International Council of Societies of Industrial Design (ICSID) é uma organização não governamental que promove os interesses da profissão do designer industrial.
Fundada em Paris no ano de 1957, reunindo mais de cinquenta associações de design espalhadas por 40 países, com o propósito de contribuir para o desenvolvimento da profissão, unificando os saberes de todos os membros, através de uma plataforma universal. O ICSID criou uma comunidade constituída por estudantes, profissionais do design, empresas e instituições académicas. O ICSID também organiza um congresso bienal de extrema importância, pois nele partilham-se e unificam-se saberes com a abordagem de aspectos educacionais, técnicos e epistemológicos. A sua notoriedade permitiu que fosse membro consultivo da UNESCO, ISO e WIPO onde se destaca a participação de fóruns internacionais.